# 布丽吉特·吉巴尔
布丽吉特·吉巴尔（法語：Brigitte Guibal，1971年2月15日—），法国女子皮划艇运动员。她曾代表法国参加2000年夏季奥林匹克运动会皮划艇比赛，获得女子单人皮艇激流回旋银牌。